# Universidad Cuauhtémoc
La Universidad Cuauhtémoc es una institución privada fundada en 1977 por Francisco Martínez Briones en la ciudad de Puebla de Zaragoza, México. Después abrió otros planteles en las ciudades de Querétaro, Aguascalientes, San Luis Potosí, Xalapa y Guadalajara.
Es una universidad laica. Su método pedagógico está basado en el constructivismo. Es también una institución basada en el patriotismo mexicano. Es una de las pocas universidades privadas en la república mexicana que imparten ciencias médicas.[cita requerida] Está dividida académicamente en coordinaciones por áreas del conocimiento. Su nombre lo debe a Cuauhtémoc, último emperador de los aztecas y defensor de su pueblo.

## Planteles

### Querétaro
Superficie 3,877 metros cuadrados
| LICENCIATURAS: Tecnología y Diseño: - Arquitectura - Diseño gráfico - Contenidos Digitales Interactivos Ingenierías: - Logística del Transporte - TSU: Logística del Transporte - Sistemas Computacionale Ciencias Sociales: - Comunicación - Derecho - Pedagogía | Ciencias de la Salud: - Odontología - Fisioterapia - Ciencias de la Actividad Física y del Deporte - Higienista Dental - Psicología Económico Administrativo: - Administración de Empresas - Administración de Empresas Turísticas - Mercadotecnia - Comercio Internacional - Contaduría |

#### Maestrías
- Arquitectura Sustentable
- Impuestos
- Sistema Acusatorio Adversarial

##### Diplomados Odontológicos
- Implantología
- Endodoncia
- Estética Odontológica
- Odontopediatría

## Campus

### Bachillerato
- Cuatrimestral
- General
- Tecnológico en Administración de empresas
- Tecnológico en Atención de Urgencias Médicas
- Tecnológico en Comunicación y medios digitales
- Tecnológico en Diseño Decorativo estructural
- Tecnológico en Diseño Gráfico y arte digital
- Tecnológico en Informática y Sistemas inteligentes
- Tecnológico en Artes Culinarias

### Licenciaturas

#### Sistema Escolarizado
- Administración y Gestión Empresarial
- Arquitectura
- Arquitectura de interiores
- Comercio y Negocios Internacionales
- Comunicación y Producción Audiovisual
- Contaduría y Sistemas Financieros
- Creación e Innovación de Empresas
- Derecho
- Derecho con Especialidad Corporativa
- Diseño e Imagen de la Moda
- Diseño Gráfico y medios Digitales
- Educación Física, Deporte y Recreación
- Enfermería
- Gastronomía y Administración de Negocios
- Ingeniería Civil
- Ingeniería en Diseño y Desarrollo de Software
- Inteligencia de Mercados
- Kinesiología
- Mercadotecnia Digital
- Nutrición
- Psicología
- Publicidad y Gerencia de Marca

#### Sistema Semestral
- Médico Cirujano Integral
- Odontología
- Veterinaria

#### Sistema Empresarial
- Administración y Gestión Empresarial
- Arquitectura Habitacional (iniciando como TSU en Construcción)
- Comercio y Negocios Internacionales
- Comunicación
- Contaduría y Sistemas Financieros
- Derecho
- Diseño Gráfico y medios Digitales
- Gastronomía y Administración de Negocios
- Ingeniería Civil en Infraestructura Urbana (TSU en Construcción)
- Nutrición
- Psicología
- T.S.U. en Construcción

### Posgrados

#### Especialidades
- Especialidad en Endodoncia
- Especialidad en Enfermería en Ginecología Y Obstetricia
- Especialidad en Enfermería en Medicina Quirúrgica
- Especialidad en Enfermería en Terapia Intensiva
- Especialidad en Enfermería Oncológica
- Especialidad en Ortodoncia y Ortopedia Maxilar
- Especialidad en Valuación De Impacto Ambiental
- Especialidad en Valuación De Maquinaria Y Equipo
- Especialidad en Gestión Empresarial y Gobierno Corporativo

#### Maestrías
- Maestría en Administración Campo Finanzas
- Maestría en Administración de Hospitales y Servicios de Salud
- Maestría en Arquitectura Sustentable
- Maestría en Calidad y Certificación de Establecimientos de Atención Médica
- Maestría en Ciencia de los Datos y Procesamiento de los datos Masivos (BIGDATA)
- Maestría en Comunicación Estratégica e Imagen Institucional
- Maestría en Derecho Constitucional y Amparo
- Maestría en Derecho Fiscal y Administrativo
- Maestría en Educación y Procesos Cognitivos
- Maestría en Gobierno y Administración Pública
- Maestría en Kinesiología Deportiva
- Maestría en Marketing Digital
- Maestría en Tendencias Globales en Educación Disruptiva e Innovación

#### Doctorados
- Doctorado en Ciencias de la Educación
- Doctorado en Derecho

### Educación a distancia

#### Licenciaturas
- Administración y Gestión Empresarial
- Comercio y negocios internacionales
- Contaduría y sistemas financieros
- Derecho
- Enseñanza del Inglés

#### Posgrados
- Maestría en Administración Campo Finanzas
- Maestría en Administración de Hospitales y Servicios de salud
- Maestría en Ciencia de los Datos y Procesamiento de los datos Masivos (BIG DATA)
- Maestría en Ciencias de la Enfermería
- Maestría en Comunicación Estratégica e Imagen Institucional
- Maestría en Educación y Entornos Virtuales del Aprendizaje
- Maestría en Educación y Procesos Cognitivos
- Maestría en Gobierno y Administración Pública
- Maestría en Marketing Digital
- Doctorado en Ciencias de la Educación
- Doctorado en Salud Pública